# António Dias de Oliveira

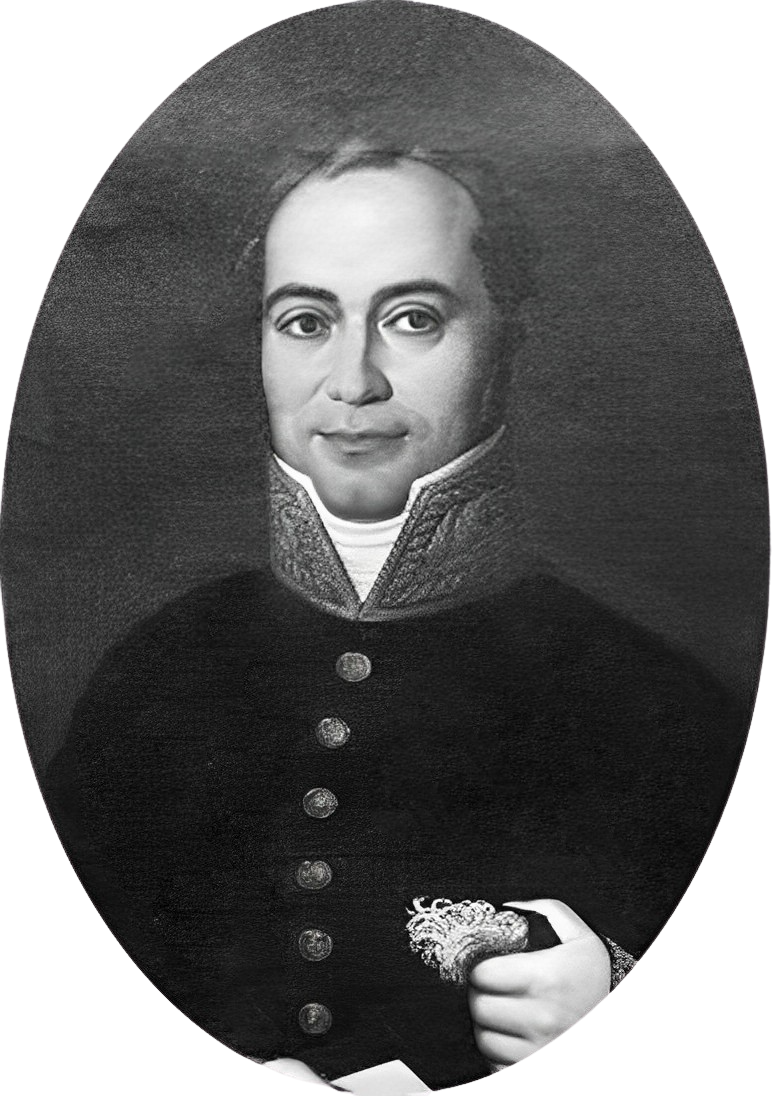
António Dias de Oliveira

António Dias de Oliveira (* 20. Juli 1804 in Valongo; † April 1863) war ein portugiesischer Politiker aus der Zeit der konstitutionellen Monarchie. Er erhielt seine Ausbildung an der Universität Coimbra und war vom 2. Juni 1837 bis zum 10. August 1837 Ministerpräsident von Portugal.
Siehe auch: Geschichte Portugals, Zeittafel der Geschichte Portugals
| Vorgänger                             | Amt                               | Nachfolger                            |
| ------------------------------------- | --------------------------------- | ------------------------------------- |
| Bernardo de Sá Nogueira de Figueiredo | Premierminister von Portugal 1837 | Bernardo de Sá Nogueira de Figueiredo |

| Personendaten    | Personendaten             |
| ---------------- | ------------------------- |
| NAME             | Oliveira, António Dias de |
| KURZBESCHREIBUNG | portugiesischer Politiker |
| GEBURTSDATUM     | 20. Juli 1804             |
| GEBURTSORT       | Valongo, Portugal         |
| STERBEDATUM      | April 1863                |